# میخائیل کالاتوزیشویلی
میخائیل کالاتوزیشویلی (گرجی: მიხეილ კალატოზიშვილი؛ ۱۹ مهٔ ۱۹۵۹ – ۱۲ اکتبر ۲۰۰۹) کارگردان، تهیه‌کننده و فیلمنامه‌نویس گرجستانی-روسی بود که از اوایل دههٔ ۱۹۸۰ میلادی فعال بود.